# Microchilo murilloi
Microchilo murilloi là một loài bướm đêm trong họ Crambidae.